# Poorten van Koch
De poorten van Koch zijn de voormalige toegangspoorten van het Domein van Koch, gelegen aan de Kochdreef nabij Gooreind in de Antwerpse gemeente Wuustwezel. Het met dreven doorsneden domein is vrij toegankelijk.

## Geschiedenis
Tussen 1846 en 1938 bezat de bankiersfamilie Koch hier een uitgestrekt domein van meer dan 230 hectare. De wapenspreuk was: Sapienter et Audacter (wijs en moedig). Hier stond, vanaf begin 19e eeuw, een fabriek van zwavelzuur die werd gesloopt nadat de familie Koch het domein aankocht.
Begin 20e eeuw bouwden zij een aanzienlijk kasteel. In 1938 vertrok de familie naar Engeland. Het domein met kasteel werd verkocht aan de Antwerpse families Maldoy en Rombouts. Tijdens de Tweede Wereldoorlog werd het kasteel in beslag genomen door de Duitse bezetter en geheel vernield. Na de oorlog werd het gesloopt. Slechts de toegangspoorten bleven bewaard.